# 이스라엘 노동당
이스라엘 노동당(히브리어: מפלגת העבודה הישראלית)은 이스라엘의 노동 시오니즘을 표방하는 정당이다. 1960년대까지는 이스라엘 노동조합들과 연계를 맺었으나 이스라엘 노동당이 우익 정당들과 선거 연합을 구성하면서 관계가 단절되었다.
2024년 6월 30일, 계속된 당세 축소의 영향으로 메레츠와 힘을 합쳐 민주당으로 신설 합당하기로 합의했다. 이렇게 창당 후 이스라엘의 역사에서 오랜 기간 중요한 역할을 담당했던 노동당이 그 역사적 소임을 마무리하고 문을 닫았으며, 양당의 합당안을 추인 절차를 거쳐 그해 7월 12일 공식적으로 해산되었다.

## 같이 보기
- 리쿠드
- 크네세트
- 키부츠